# Omišalj

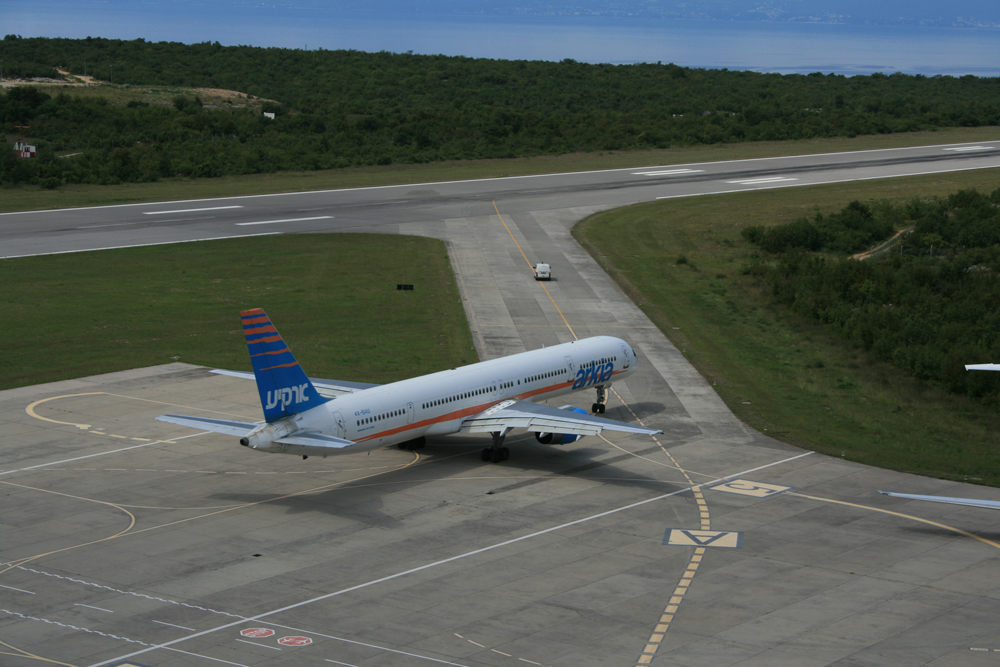
Letiště Rijeka v Omišalji

Omišalj (italsky Castelmuschio) je vesnice, přímořské letovisko a správní středisko stejnojmenné opčiny v Chorvatsku v Přímořsko-gorskokotarské župě. Nachází se u Omišaljského zálivu na ostrově Krk, asi 7 km jihozápadně od Kraljevice. V roce 2011 žilo v celé opčině 2 983 obyvatel, z toho 1 868 v Omišalji a 1 115 ve vesnici Njivice.
Omišalj je nejsevernějším sídlem na ostrově Krk. Kolem Omišalje je silniční obchvat tvořený silnicemi D102 a D129. Nachází se zde taktéž letiště Rijeka, k němuž vede silnice D103.

## Historie
Omišalj se nachází v blízkosti jedné z nejstarších osad na Krku, pocházející z 1. století, kdy byla postavena Římany a pojmenována jako Fulfinum. Město bylo postaveno na útesu s výhledem na Kvarnerský záliv (asi 80 metrů nad mořem). Je to místo rané křesťanské baziliky. Město bylo ve 12. století označováno jako „Castri musculi“: což je z latinského Ad musculi, což znamená „místo mušlí“.